# Prvenstvo Jugoslavije u nogometu 1938./39.
Sezona Državnog prvenstva 1938./39. bila je šestnaesta sezona nacionalnog nogometnog natjecanja u Kraljevini Jugoslaviji. Natjecateljski sustav bio je dvostruki ligaški sustav. Zagrebački HAŠK, koji je bio lanjski prvak, završio na 5. mjestu, dok je lanjski doprvak, beogradski BSK, osvojio naslov prvaka.

Najviše pogodaka postigao je August Lešnik iz zagrebačkog Građanskog: 22 pogodaka u 19 susreta.
Prvoplasirana momčad (BSK) plasirala se na Mitropa kup 1939.

## Kvalifikacije
U kvalifikacijama za Državno prvenstvo nastupilo je 14 prvaka podsaveza, a zagrebačka Concordia ostvarila je posljednje, deseto mjesto u prvenstvu Jugoslavije 1937./38. Podijeljeni su u tri teritorijalne skupine i tijekom lipnja i srpnja tražili su prolaz u najjače natjecanje.

Beogradski: Šparta Zemun, Zagrebački: Slavija Varaždin, Splitski: JRŠK Split, Ljubljanski: ČSK Čakovec, Subotički: Bačka Subotica, Sarajevski: SAŠK Sarajevo, Osiječki: Slavija Osijek, Skopski: Građanski Skoplje, Novosadski: Vojvodina Novi Sad, Petrovgradski: Jugoslavija Jabuka, Niški: Železničar Niš, Cetinjski: Crnogorac Cetinje, Kragujevački: Radnički Kragujevac, Banjalučki: Krajišnik Banja Luka.
Pobjednici 3 teritorijalnih zona koji su izborili ulazak u državno prvenstvo (povećano s 10 na 12 članova) bili su: Slavija Varaždin (zapad), Šparta Zemun (sjever) i Građanski Skoplje (istok).

## Sudionici
| Klub                                | Grad      | Stadion                        | Sezona 1937./38. | Sezona 1937./38.  |
| Klub                                | Grad      | Stadion                        | Poz.             | Rang              |
| ----------------------------------- | --------- | ------------------------------ | ---------------- | ----------------- |
| HAŠK                                | Zagreb    | Stadion Maksimir               | Prvak            | Državno prvenstvo |
| BSK                                 | Beograd   | Igralište na Topčiderskom brdu | 2.               | Državno prvenstvo |
| 1. hrvatski građanski športski klub | Zagreb    | Igralište Građanskog           | 3.               | Državno prvenstvo |
| BASK                                | Beograd   | Igralište SK Jugoslavije       | 4.               | Državno prvenstvo |
| SK Slavija                          | Sarajevo  | Igralište na Marindvoru        | 5.               | Državno prvenstvo |
| SK Jugoslavija                      | Beograd   | Igralište SK Jugoslavije       | 6.               | Državno prvenstvo |
| JŠK Hajduk                          | Split     | Stari plac                     | 7.               | Državno prvenstvo |
| SK Jedinstvo                        | Beograd   | Stadion Jedinstva              | 8.               | Državno prvenstvo |
| SK Ljubljana                        | Ljubljana | Igralište ob Tyrševi cesti     | 9.               | Državno prvenstvo |
| ŠK Slavija                          | Varaždin  | Igralište Tivara               | Kvalifikacije    | Kvalifikacije     |
| ZSK Šparta                          | Zemun     | Igralište Šparte               | Kvalifikacije    | Kvalifikacije     |
| Građanski SK                        | Skoplje   | Igralište Građanskog           | Kvalifikacije    | Kvalifikacije     |

## Ljestvica
| mj.     | klub                    | ut. | pob. | ner. | por. | gol+ | gol- | kvoc  | bod |                                                             |
| ------- | ----------------------- | --- | ---- | ---- | ---- | ---- | ---- | ----- | --- | ----------------------------------------------------------- |
| 1.      | BSK Beograd             | 22  | 17   | 3    | 2    | 67   | 14   | 4,785 | 37  |                                                             |
| 2.      | Građanski Zagreb        | 22  | 14   | 4    | 4    | 53   | 17   | 3,117 | 32  |                                                             |
| 3.      | Jugoslavija Beograd     | 22  | 12   | 4    | 6    | 37   | 24   | 1,541 | 28  |                                                             |
| 4.      | Hajduk Split            | 22  | 11   | 5    | 6    | 51   | 30   | 1,700 | 27  |                                                             |
| 5.      | HAŠK Zagreb             | 22  | 10   | 5    | 7    | 41   | 27   | 1,518 | 25  |                                                             |
| 6.      | Jedinstvo Beograd       | 22  | 8    | 4    | 10   | 35   | 40   | 0,875 | 20  |                                                             |
| 7.      | Slavija Sarajevo        | 22  | 7    | 5    | 10   | 34   | 43   | 0,790 | 19  |                                                             |
| 8.      | BASK Beograd            | 22  | 6    | 7    | 9    | 27   | 37   | 0,729 | 19  |                                                             |
| 9.      | Ljubljana               | 22  | 7    | 4    | 11   | 23   | 41   | 0,560 | 18  |                                                             |
| 10.     | Građanski Skoplje       | 22  | 7    | 2    | 13   | 32   | 57   | 0,561 | 16  |                                                             |
| 11.     | Šparta Zemun / SK Zemun | 22  | 5    | 3    | 14   | 21   | 60   | 0,350 | 13  | U siječnju 1939. Šparta se ujedinila sa ZAŠK-om u SK Zemun. |
| 12.     | Slavija Varaždin        | 22  | 4    | 2    | 16   | 23   | 54   | 0,425 | 10  |                                                             |
|         |                         |     |      |      |      |      |      |       |     |                                                             |
| Izvori: |                         |     |      |      |      |      |      |       |     |                                                             |

|  | BSK Beograd je prvak Jugoslavije |

Slavija Varaždin je izgubila status, a Šparta Zemun morala je igrati s poraženim finalistom kvalifikacija za 12., posljednje mjesto u ligi. 

No, to se nije desilo jer su hrvatski klubovi otkazali sudjelovanje u Državnoj ligi. Kraljevina Jugoslavija dobila je novi državni ustroj 26. kolovoza 1939. Tada su se Savska, Primorska te dijelovi Vrbaske i Drinske banovine ujedinili u Hrvatsku banovinu. Zbog novonastalih okolnosti Državna liga je u prvoj fazi podijeljena u dvije skupine, srpsku (10 klubova) i hrvatsko-slovensku, a završnica se sastojala od lige sa šest momčadi.

Formirana je liga Srbije s 10 klubova. Sedam od deset klubova (BSK, Jugoslavija, BASK, Jedinstvo Beograd, Slavija Sarajevo, Građanski Skoplje i Zemun) prethodne se sezone natjecalo u Državnom prvenstvu. Preostala tri sudionika bili su: pobjednik Prve skupine kvalifikacija Bata (Borovo), pobjednik Druge skupine kvalifikacija Vojvodina (Novi Sad) i pobjednik dodatnih kvalifikacija ŽAK (Subotica).

## Rezultati
| Nogometni klub      | BSK | GRZ | JUG | HAJ | HAŠ | JED | SLS | BAS | LJU | GRS | SPA | SLV |
| ------------------- | --- | --- | --- | --- | --- | --- | --- | --- | --- | --- | --- | --- |
| BSK Beograd         | BSK | 0:1 | 1:2 | 2:0 | 2:2 | 4:0 | 4:1 | 2:0 | 5:0 | 3:1 | 4:0 | 9:0 |
| Građanski Zagreb    | 1:2 | GRZ | 1:1 | 3:0 | 1:1 | 5:0 | 6:0 | 2:2 | 6:0 | 2:1 | 4:0 | 3:1 |
| Jugoslavija Beograd | 1:1 | 2:1 | JUG | 1:0 | 0:2 | 0:1 | 3:0 | 1:0 | 2:0 | 2:0 | 7:0 | 0:0 |
| Hajduk Split        | 2:2 | 0:1 | 3:0 | HAJ | 3:1 | 3:2 | 2:2 | 3:0 | 4:0 | 4:1 | 6:0 | 5:1 |
| HAŠK Zagreb         | 0:1 | 0:1 | 3:0 | 1:2 | HAŠ | 1:5 | 2:1 | 1:1 | 2:0 | 8:0 | 2:0 | 0:0 |
| Jedinstvo Beograd   | 0:4 | 0:2 | 1:2 | 1:1 | 2:1 | JED | 2:2 | 3:3 | 4:1 | 1:2 | 3:0 | 1:0 |
| Slavija Sarajevo    | 1:2 | 2:1 | 2:4 | 1:2 | 1:2 | 3:1 | SLS | 3:0 | 2:0 | 3:2 | 3:1 | 3:1 |
| BASK Beograd        | 0:5 | 2:1 | 3:2 | 3:1 | 0:0 | 1:4 | 1:1 | BAS | 1:1 | 6:2 | 0:1 | 3:1 |
| Ljubljana           | 1:2 | 0:0 | 0:0 | 2:1 | 2:0 | 2:0 | 0:0 | 2:0 | LJU | 1:2 | 3:2 | 3:1 |
| Građanski Skoplje   | 1:2 | 1:4 | 2:0 | 2:5 | 3:5 | 1:1 | 4:1 | 1:0 | 2:1 | GRS | 1:1 | 2:1 |
| Šparta Zemun        | 0:5 | 0:3 | 0:3 | 3:3 | 1:5 | 1:0 | 1:1 | 0:1 | 2:3 | 4:1 | ŠPA | 1:0 |
| Slavija Varaždin    | 0:5 | 2:4 | 3:4 | 1:1 | 1:2 | 1:3 | 2:1 | 0:0 | 3:1 | 2:0 | 2:3 | SLV |

## Prvaci
Beogradski sportski klub: Anton Puhar, Srđan Mrkušić, Đorđe Stoiljković, Ernest Dubac, Petar Manola, Bruno Knežević, Prvoslav Dragičević, Gustav Lechner, Svetislav Glišović, Đorđe Vujadinović, Svetislav Valjarević, Milorad Nikolić, Vojin Božović, Dobrivoje Zečević, Jan Podhradski

## Statistika

### Ljestvica strijelaca
| Pl. | Ime                  | Klub                  | Broj pogodaka |
| --- | -------------------- | --------------------- | ------------- |
| 1.  | August Lešnik        | Građanski (Zagreb)    | 22            |
| 2.  | Frane Matošić        | Hajduk (Split)        | 19            |
| 3.  | Aleksandar Petrović  | Jugoslavija (Beograd) | 15            |
| 4.  | Jozo Matošić         | Hajduk (Split)        | 13            |
| 4.  | Ratko Kacian         | HAŠK (Zagreb)         | 13            |
| 4.  | Manojlo Živković     | Jedinstvo (Beograd)   | 13            |
| 7.  | Đorđe Vujadinović    | BSK (Beograd)         | 12            |
| 8.  | Svetislav Glišović   | BSK (Beograd)         | 11            |
| 8.  | Milan Rajlić         | Slavija (Sarajevo)    | 11            |
| 8.  | Slavko Pavletić      | Slavija (Varaždin)    | 11            |
| 11. | Svetislav Valjarević | BSK (Beograd)         | 10            |

### Klubovi
Pojašnjenje: Ime i prezime igrača (broj nastupa u sezoni/broj golova u sezoni). Igrači su poredani prema poziciji u momčadi od golmana do napadača, a potom i po broju nastupa.
- BSK (Beograd)

Trener: Sándor Nemes (Mađarska) → István Mészáros (Mađarska)

Anton Puhar 15/0, Srđan Mrkušić 7/0, Ernest Dubac 19/2, Đorđe Stojiljković 19/0, Predrag Radovanović 3/0, Jovan Beleslin 2/0, Milorad Rančić 2/0, Gustav Lechner 22/0, Prvoslav Dragičević 15/0, Bruno Knežević 7/0, Ivan Stevović 5/0, Svetislav Glišović 22/11, Đorđe Vujadinović 21/12, Petar Manola 16/0, Svetislav Valjarević 15/10, Vojin Božović 14/9, Dobrivoje Zečević 13/9, Ján Podhradský 12/9, Milorad (II) Nikolić 10/4, Blagoje Marjanović 3/0
- Građanski (Zagreb)

Trener: Márton Bukovi (Mađarska)

Franjo Glaser 22/0, Bernard Hügl 21/0, Miroslav Brozović 9/0, Ivan Belošević 8/0, Ivan Šuprina 1/0, Franjo Cesarec 1/0, Ivan Jazbinšek 21/0, Zvonimir Cimermančić 21/0, Josip Kovačević 9/0, Antun Pogačnik 9/0, August Jutt 3/0, Franjo Wölfl 21/9, Miroslav Kokotović 21/3, Vilmos Sipos 20/6, Milan Antolković 19/8, August Lešnik 19/22, Dragutin Žalant 9/2, Branko Pleše 8/1
- Jugoslavija (Beograd)

Trener: Gyula Feldmann (Mađarska)

Ljubomir Lovrić 21/0, Jovan Spasić 1/0, Miroslav Lukić 17/0, Stevan Stokić 12/0, Dimitrije Dimitrijević 3/0, Momčilo Đokić 19/0, Ljubiša Broćić 19/1, Slobodan Anđelković 15/0, Josip Domorodski 12/0, Dušan Božinović 2/0, Jovan Aleksić 1/0, Milovan Ćirić 19/0, Bogomir Rakar 19/7, Nikola Perlić 18/5, Aleksandar Petrović 18/15, Aleksandar Atanacković 14/2, Miodrag Savić 12/4, Radomir Stevkov 6/1, Milan Becić 6/0, Matija Perlić 4/0, Milan Šijačić 3/0, Nikola Bednar 1/0
- Hajduk (Split)

Trener: Illés Spitz (Mađarska)

Ante Ivančić 14/0, Bartul Čulić 8/0, Jozo Matošić 22/13, Šime Milutin 19/0, Gajetano Raffanelli 21/0, Zvonimir Požega 16/0, Anđelko Marušić 12/1, Ante Muljačić 11/1, Zdenko Zelić 1/0, Branko Bakotić 20/0, Leo Lemešić 20/7, Frane Matošić 19/19, Vladimir Kragić 18/2, Ivo Alujević 13/4, Ivo Radovniković 12/1, Branko Viđak 5/1, Bonaventura Parić 4/0, Nikola Žanetić 3/1, Miljenko Batinić 2/0, Živko Drašković 1/0, Miro Jukić 1/1, Vladimir Znidaršić 1/0
- HAŠK (Zagreb)

Trener: Zoltán Opata (Mađarska) → Karl Mütsch (Austrija)

Josip Žmara 22/0, Borivoj Konstantinović 20/0, Zeno Golac 17/0, Nikola Pajević 22/0, Vilim Duh 21/0, Ivan Gajer 18/0, Radovan Domaćin 7/2, Stjepan Horvat 6/3, Ratko Kacian 20/13, Ivan Hitrec 19/5, Ivan Medarić 18/6, Milivoj Fink 16/7, Zvonimir Koceić 16/2, Nikola Duković 13/2, Franc Belak 3/0, Ladislav Bondora 2/0, Dragutin Dlesk 1/0, Miljenko Cividini 1/0
- Jedinstvo (Beograd)

Trener: Branislav "Bane" Sekulić

Svetislav Novak 22/0, Mihailo Vukčević 17/0, Vlastimir Petković 16/0, Pavle Vujović 14/0, Dimitrije Popović 8/0, Milan Petrović 1/0, Roman Pani 1/0, Petar Lončarević 18/0, Mihajlo Mijović 8/1, Lajčo Zvekan 4/0, Vladislav Poljvaš 3/0, Dušan Stojković 1/0, Momčilo Madžarević 1/0, Manojlo Živković 22/13, Branislav Sekulić 20/1, Aleksandar Aranđelović 20/4, Aleksandar Mastela 17/5, Ostoja Simić 12/5, Mihajlo Kečkeš 10/0, Milutin Pajević 9/0, Ratibor Pašanski 7/2, Borivoje Babić 6/0, Nikola Savić 2/0, Dušan Todorović 2/0, Petar Sretenović 1/0
- Slavija (Sarajevo)

Trener: Franz Unschuld (Austrija)

Mihovil Krstulović 22/0, Slavko Zagorac 15/0, Veljko Bajagić 7/0, Stanislav Kozak 1/0, Zdravko Pavlić 22/0, Branko Šalipur 21/8, Vojislav Marjanović 21/0, Blažo Đurović 20/0, Vojin Vidović 14/3, Rikard Presinger 10/0, Savo Stanišić 5/0, Strahinja Mitrović 1/0, Milan Rajlić 21/11, Florijan Matekalo 18/3, Vojislav Petković 17/1, Predrag Đajić 14/4, Armin Ler 7/2, Dušan Šipka 4/0, Dragutin Petrović 1/0, Milorad Bulajić 1/0
- BASK (Beograd)

Trener: Milutin Ivković

Čedomir Mirković 9/0, Severin Bijelić 8/0, Milovan Jakšić 5/0, Milorad (I) Mitrović 21/0, Jovan Đenadić 13/1, Milutin Ivković 8/0, Ratko Mihailović 3/0, Dragoslav Klisarić 22/1, Josip Lučić 10/0, Miodrag Dimitrijević 9/0, Ljubomir Vojinović 9/0, Mladen Sarić 18/5, Aleksander Lah 17/4, Aleksandar Tomašević 17/1, Ratomir Čabrić 16/6, Živojin Spasojević 11/6, Đorđe Detlinger 10/0, Mihailo Matijas 10/1, Aleksandar Tirnanić 10/2, Slavko Šurdonja 6/0, Dragoslav Milić 4/0, Aleksandar Vučićević 4/0, Fric Komorski 2/0
- SK Ljubljana (Ljubljana)

Trener: Nedeljko Buljević

Miran Lindtner 11/0, Vladimir Pogačnik 10/0, Peter Logar 1/0, Stanko Bertoncelj 22/0, Franc Ceglar 19/0, Viktor Hassl 4/0, Franc Boncelj 20/0, Franc Vodišek 15/0, Milovan Čebohin 4/0, Ludovik Žitnik 3/0, Julij Sočan 2/0, Rudolf Klemenc 2/0, Janez Pišek 1/0, Avgust Repotočnik 22/5, Josip Janežič 21/2, Drago Erber 20/7, Miroslav Šercer 19/0, Josip Grintal 12/5, Dare Vovk 10/0, Mirko Gomezel 4/0, Ljubiša Nikolić 4/1, Anton Legat 4/0, Franc Jež 3/0, Valter Rataj 3/1, Blagoslav Cankar 3/0, Josip Bertoncelj 3/0
- Građanski (Skoplje)

Trener: Vladimir Kujundžić → Dušan Marković "Luks"

Sergije Demić 18/0, Trpe Ognjanović 4/0, Aleksandar Jovanović 19/0, Dragoslav Nikolić 16/3, Predrag Ivanović 6/0, Žarko Nastić 1/0, Blagoje Simonović 22/1, Ćirilo Simonović 21/3, Slobodan Vidović 20/0, Radomir Ristić 16/0, Petar (II) Cvetković 4/0, Aleksandar Štaklević 3/0, Jeremija Marjanović 1/0, Svetozar Atanacković 22/6, Stojan Bogojević 21/3, Konstantin Čemerikić 19/9, Jovan (II) Cvetković 18/4, Rastko Aranđelović 5/1, Vladimir Ćorluka 2/1, Milorad Atanacković 1/0, Vasilije Varoščić 1/0, Vasilije Pašanski 1/1, Božidar Dimitrijević 1/0
- SK Zemun (Zemun)

Trener: Adolf Engel (Austrija) → Hans Šnajder

Bogoljub Smiljanić 9/0, Dušan Teodorović 8/0, Tomislav Burić 3/0, Andrija Šnajder 1/0, Vilmoš Šuljko 1/0, Aleksandar Lokenbauer 16/0, Milorad Otašević 15/0, Sava Mihailović 14/0, Milan Veličković 21/1, Pavle Letić 21/1, Franja Kaps 10/0, Karlo Šplajt 7/0, Ivan Kremzer 3/0, Dragomir Berner 1/0, Miodrag Milovanović 1/0, Ljubiša Stanković 1/0, Andrija Boc 20/3, Mihajlo Otašević 20/6, Matija Dorijat 17/2, Stjepan Lazić 17/4, Josip Majer 11/1, Josip Geringer 8/1, Josip Boc 8/1, Pavle Veličković 2/0, Franc Borovic 2/0, Radivoje Bogdanović 2/0, Ivan Mihaljević 1/0, Fahrudin Mehmedagić 1/0, Miroslav Pavlović 1/0
- Slavija (Varaždin)

Trener: Karl Mütsch (Austrija)

Zvonimir Gašparić 9/0, Vladimir Grims 8/0, Dragutin Cerovečki 5/0, Viktor Mađarić 21/0, Franjo Štifić 15/0, Mihajlo Guth 17/0, Zvonimir Zimić 15/0, Rudolf Starej 15/0, Rudolf Cvek 1/0, Antun Klinec 1/0, Smail Gusić 21/0, Inoslav Solerti 20/1, Oskar Bradaška 17/3, Slavko Pavletić 16/11, Franjo Koprivnjak 15/1, Sava Dabić 11/2, Zlatko Sabljak 10/2, Stjepan Keržan 7/1, Slavko Gajer 7/0, Dragutin Hripko 5/1, Antun Golob 4/0, Vinko Golob 1/0, Stevan Horvat 1/0

## Poveznice
- Zimski Jugo-kup u nogometu 1938./39.

## Vanjske poveznice
- RSSSF: Yugoslavia List of Topscorers
- RSSSF: Yugoslavia List of Final Tables
- RSSSF: sezona 1938./39.
- exyufudbal: Državno prvenstvo 1938./39.
- exyufudbal: Podsavezna prvenstva: 1938./39.
- fsgzrenjanin: SISTEM TAKMIČENJA U KRALJEVINI JUGOSLAVIJI
- claudionicoletti: KINGDOM OF YUGOSLAVIA 1931-1940